# Bruno Giacomelli
Bruno Giacomelli, italijanski dirkač Formule 1, * 10. september 1952, Borgo Poncarale, Italija.
Bruno Giacomelli je upokojeni italijanski dirkač Formule 1, kjer je debitiral v sezoni 1977, toda odstopil je na edini dirki na kateri je nastopil. V naslednji sezoni 1978 je nastopil na petih dirkah in bil dvakrat blizu točkam s sedmim in osmim mestom. Po še eni slabi sezoni sezoni 1979, jih je prvič osvojil s petim mestom na Veliki nagradi Argentine v sezoni 1980. Nato je sledila njegova najboljša sezona 1981, ko je na predzadnji dirki sezone za Veliko nagrado Kanade osvojil četrto mesto, na zadnji dirki sezone za Veliko nagrado Las Vegasa pa tretje mesto, najboljši rezultat kariere. V sezonah 1982 in 1983 je dosegel po eno peto oziroma šesto mesto, se po dolgem času vrnil v sezoni 1990, toda ni se mu uspelo kvalificirati niti na eno na dirko, zato se je po koncu sezone dokončno upokojil.

## Popolni rezultati Formule 1
(legenda) (odebeljene dirke pomenijo najboljši štartni položaj, poševne pa najhitrejši krog, †-uvrščen kljub odstopu)
| Leto | Moštvo                   | Šasija          | Motor          | 1        | 2        | 3        | 4        | 5        | 6        | 7        | 8       | 9        | 10       | 11       | 12       | 13       | 14       | 15      | 16     | 17  | Prv | Toč |
| ---- | ------------------------ | --------------- | -------------- | -------- | -------- | -------- | -------- | -------- | -------- | -------- | ------- | -------- | -------- | -------- | -------- | -------- | -------- | ------- | ------ | --- | --- | --- |
| 1977 | Marlboro Team McLaren    | McLaren M23     | Ford V8        | ARG      | BRA      | JAR      | ZZDA     | ŠPA      | MON      | BEL      | ŠVE     | FRA      | VB       | NEM      | AVT      | NIZ      | ITA Ret  | ZDA     | KAN    | JAP | NC  | 0   |
| 1978 | Marlboro Team McLaren    | McLaren M26     | Ford V8        | ARG      | BRA      | JAR      | ZZDA     | MON      | BEL 8    | ŠPA      | ŠVE     | FRA Ret  | VB 7     | NEM      | AVT      | NIZ Ret  | ITA 14   | ZDA     | KAN    |     | NC  | 0   |
| 1979 | Autodelta                | Alfa Romeo 177  | Alfa Romeo F12 | ARG      | BRA      | JAR      | ZZDA     | ŠPA      | BEL Ret  | MON      | FRA 17  | VB       | NEM      | AVT      | NIZ      |          |          |         |        |     | NC  | 0   |
| 1979 | Autodelta                | Alfa Romeo 179  | Alfa Romeo V12 |          |          |          |          |          |          |          |         |          |          |          |          | ITA Ret  | KAN      | ZDA Ret |        |     | NC  | 0   |
| 1980 | Marlboro Team Alfa Romeo | Alfa Romeo 179  | Alfa Romeo V12 | ARG 5    | BRA 13   | JAR Ret  | ZZDA Ret | BEL Ret  | MON Ret  | FRA Ret  | VB Ret  | NEM 5    | AVT Ret  | NIZ Ret  | ITA Ret  | KAN Ret  | ZDA Ret  |         |        |     | 16. | 4   |
| 1981 | Marlboro Team Alfa Romeo | Alfa Romeo 179C | Alfa Romeo V12 | ZZDA Ret | BRA NC   | ARG 10   | SMR Ret  | BEL 9    | MON Ret  | ŠPA 10   | FRA 15  | VB Ret   | NEM 15   |          | NIZ Ret  | ITA 8    | KAN 4    | LVE 3   |        |     | 15. | 7   |
| 1981 | Marlboro Team Alfa Romeo | Alfa Romeo 179B | Alfa Romeo V12 |          |          |          |          |          |          |          |         |          |          | AVT Ret  |          |          |          |         |        |     | 15. | 7   |
| 1982 | Marlboro Team Alfa Romeo | Alfa Romeo 179D | Alfa Romeo V12 | JAR 11   |          |          |          |          |          |          |         |          |          |          |          |          |          |         |        |     | 22. | 2   |
| 1982 | Marlboro Team Alfa Romeo | Alfa Romeo 182  | Alfa Romeo V12 |          | BRA Ret  | ZZDA Ret | SMR Ret  | BEL Ret  | MON Ret  | VZDA Ret | KAN Ret | NIZ 11   | VB 7     | FRA 9    | NEM 5    | AVT Ret  | ŠVI 12   | ITA Ret | LVE 10 |     | 22. | 2   |
| 1983 | Candy Toleman Motorsport | Toleman TG183B  | Hart L4T       | BRA Ret  | ZZDA Ret | FRA 13   | SMR Ret  | MON DNQ  | BEL 8    | VZDA 9   | KAN Ret | VB Ret   | NEM Ret  | AVT Ret  | NIZ 13   | ITA 7    | EU 6     | JAR Ret |        |     | 19. | 1   |
| 1990 | Life Racing Engines      | Life F190       | Life W12       | ZDA      | BRA      | SMR DNPQ | MON DNPQ | KAN DNPQ | MEH DNPQ | FRA DNPQ | VB DNPQ | NEM DNPQ | MAD DNPQ | BEL DNPQ | ITA DNPQ |          |          |         |        |     | NC  | 0   |
| 1990 | Life Racing Engines      | Life F190       | Judd V8        |          |          |          |          |          |          |          |         |          |          |          |          | POR DNPQ | ŠPA DNPQ | JAP     | AVS    |     | NC  | 0   |